# Grand Prix Betonexpressz 2000
Le Grand Prix Betonexpressz 2000 est une course cycliste hongroise. Créé en 2007, il fait partie du calendrier de l'UCI Europe Tour, en catégorie 1.2 jusqu'en 2011.

## Palmarès
| Année | Vainqueur         | Deuxième          | Troisième         |
| 2007  | Žolt Der          | Lukas Goč         | Mladen Mirkovic   |
| 2008  | Péter Kusztor     | Gabor Kasa        | Ivan Stević       |
| 2009  | Gergely Ivanics   | Werner Faltheiner | Tamás Lengyel     |
| 2010  | Hrvoje Miholjević | Gergely Ivanics   | Andrej Omulec     |
| 2011  | Martin Schöffmann | Patrik Tybor      | Krisztián Lovassy |